# التاريخ العسكري للممالك الثلاث
يشمل التاريخ العسكري لحقبة الممالك الثلاث (بالانجليزية: military history of the Three Kingdoms) ما يقرب من قرن من الحرب الطويلة والفوضى في تاريخ الصين. بعد اغتيال الجنرال هي جين في سبتمبر عام 189، أصبحت الهياكل الإدارية لحكومة سلالة هان متباعدة فيما بينها بشكل متزايد. بحلول وفاة تساو تساو، أمير الحرب الأقوى في شمال الصين في عام 220، تم تقسيم إمبراطورية هان بين الولايات المتنافسة الثلاث: مملكة تساو واي ومملكة شو هان ومملكة وو الشرقية. على إثر الاضطرابات التي تلت ذلك، لم تجد القوى المتنافسة في حقبة الممالك الثلاث نقصًا في المجندين الراغبين في جيوشهم، على الرغم من استمرار العصابات الصحفية وعمليات التجنيد القسري للسجناء من الجيوش المهزومة. بعد أربعة قرون من حكم سلالة هان، جلبت الممالك الثلاث حقبة جديدة من الصراع في داخل الصين، الأمر الذي غيّر عملية سير المؤسسات لصالح نظام أكثر ديمومة وانتقائية للتجنيد العسكري. شمل ذلك في نهاية المطاف إنشاء طبقة عسكرية وراثية بالإضافة إلى زيادة الاعتماد على قوات الفرسان غير الصينية وإبطال التجنيد الشامل.

## التنظيم

### التجنيد والتنظيم
عندما دخلت سلالة هان في حالة من الفوضى بعد تمرد العمامة الصفراء، انهار نظام التجنيد وفحص القيادة العسكرية، ما أعطى القادة المحليين القدرة على الحكم الذاتي لتجنيد جيوشهم الشخصية. تم تشكيل مجموعة من الرفاق الموثوق بهم (كينجين) في قلب كل جيش، وهم من أفراد الأسرة والأصدقاء المقربين ورجال العشائر الذين تم تعيينهم بأي وسيلة متاحة لسيدهم. كان قادة تساو تساو من الأوائل الذين شكلوا نواة جيشهم بالكامل من رجال العشائر (تساو شيو وتساو زين وتساو تشون). لم تستدعي الحاجة للتجنيد لأن صراعات سلالة هان الراحلة قد خلقت مجندين راغبين في طلب الحماية تحت ظل جيش قوي. شكّلت هذه الفئة من الجنود، الذين يتميزون بعدم الولاء للدولة أو الأمة والمعنيون أساسًا بالحفاظ على حياتهم، غالبية الجيش خارج أتباع القائد المقربين. بسبب عدم الولاء بين القوات المشتركة، تم التأكيد بشكل خاص على الأعمال البطولية والشجاعة بين القادة الذين كان من المتوقع أن يقودوا الجبهة. من الأمثلة النموذجية على هذا النوع من القادة ديان وي، وهو زميل محلي سابق اشتهر بقوته الكبيرة وشهيته واختياره للأسلحة، سلاحان قديمان بوزن هائل، وقد خدم ديان وي تحت قيادة تساو تساو. في عام 195، قاد شخصيًا مجموعة من المتطوعين يرتدون درعًا مزدوجًا (ليانغ كاي) ضد قوات لو بو بينما هرب ملازم المجموعة. تمت ترقيته لاحقًا إلى عقيد في وحدة الحرس الشخصي المعروفة باسم تايغر ووريورز حتى وفاته في عام 197 ضد تشانغ شيو. بينما استمرت أصداء قوات هان من خلال الألقاب الرسمية للهيكل العسكري، في الواقع دارت حروب الممالك الثلاث بين جيوش من العصابات تحت قيادة أفراد تم اختيارهم بحسب القوة البدنية والشكل.

### التدريب
جرى إيقاف برامج التدريب العسكري لعامة الناس في المقاطعات الداخلية بعد عام 30 ميلادي للحدّ من مخاطر التمرد. بلغ العدد الإجمالي للجنود المحترفين ضمن الجيوش الدائمة في هان الشرقية حوالي 20,000 جندي بما في ذلك جميع المجموعات الأصغر. اعتمدت البعثات والحملات على عشرات الآلاف من الجنود من جيوش الميليشيات المحلية والمتعاونين من غير الصينيين، واستكملت عملياتها مع قوات محترفة وشبه محترفة. كان من الممكن استدعاء الرجال في المقاطعات الداخلية للإمبراطورية للخدمة أثناء حالات الطوارئ أو الخدمة في الميليشيات المحلية لمحاربة قطاع الطرق، لكن دون أن يتلقوا أي تدريب رسمي أو تمارين منتظمة. من ناحية أخرى، كان رجال المقاطعات الحدودية مسؤولين عن التجنيد والخدمة العسكرية مثلما كان الأمر من قبل. كان لهذا تأثيرًا سلبيًا على أداء جيش هان، مثلما أشار يينغ شاو، الذي لاحظ أن «إرسال هؤلاء الرجال إلى المعركة دون تدريب مُسبق يعني التخلص منهم». وبالتالي، فإن غالبية الجنود الذين تم تجنيدهم خلال المراحل الأولى من حقبة الممالك الثلاث «لم يكونوا منضبطين أو مدربين جيدًا على استخدام الأسلحة». ما تزال التشكيلات والتدريبات موجودة، لكن هذه كانت الاستثناءات فقط وليس القاعدة، ولا يوجد أي دليل على مشاركة القوات في نظام تدريب جقيقي أو تدريبات واسعة النطاق. فضّل معظم القادة التشكيلات والمناورات البسيطة بدلًا من المعقدة. يتمثل التكوين الذي كان موجودًا في خطة تشكيل تشوغ ليانغ الثامنة، والتي تضمنت تكوينات مختلفة سميت على اسم السماء والأرض والرياح والسحب. ليس من الواضح تمامًا ما تعنيه هذه التسميات، لكن خطة التشكيل هذه كانت تشكيلًا مربعًا يتكون من تسعة أقسام ضمن ثلاثة قطاعات. أدى الافتقار إلى التدريب إلى تقييد شديد لنوع الأوامر التي يمكن أن يصدرها القائد لقواته. ونتيجةً لمحدودية المرونة التكتيكية المتاحة لهم، جرت معظم المعارك بإحدى الطريقتين: إما وجهًا لوجه من قِبَل قوات الصدمة النخبوية يتبعها جيش منظم من الجنود غير المؤهلين أو المدربين والمجهزين بشكل متفاوت، أو نصب كمين للعدو ومفاجأته قبل أن يتمكن حتى من الرد وعرقلة طريقهم.
تحرك يوان شاو لمهاجمة غونغسون زان والتقى الجانبان في معركة توينتي لي جنوب جسر جي. قاد غونغسون زان ثلاثون ألف جندي مشاة في تشكيل مربع وانقسم عشرة آلاف فارس إلى جناحين يساري ويميني. تبعه متطوعو الفرسان البيض في المركز. انقسموا لاحقًا إلى قسمين. تألقت درعهم وأعلامهم بذكاء وأضاءوا السماء والأرض. أرسل يوان شاو القائد شو يي ضدهم مع ثمانمائة جندي بينما ركز دعمه من جنود القوس والنشاب على كلا الجانبين. قاد يوان شاو بنفسه عشرات الآلاف من الجنود من الخلف. أقام شو يي في ليانغتشو لفترة طويلة وكان على دراية بأسلوب الحرب الذي تمارسه قبائل تشانغ. عند رؤية قوة شو يي البسيطة، أرسل غونغسون زان سلاح الفرسان لسحقهم. اختبأت قوات شو يي خلف دروعهم ولم تتحرك حتى وصل العدو على بعد عشرة أو عشرين ياردة؛ ثم قفزوا معًا وهزت صرخاتهم الأرض واندفعوا إلى الأمام بأقواس تنطلق مثل الرعد، ما أسفر عن مقتل جميع المصابين وهزيمة جيش غونغسون زان بالكامل.. قُتل أكثر من ألف رجل مسلح، حافظت قوات يوان شاو على مطاردتها حتى جسر جي. حشد غونغسون زان قواته للالتفاف والقتال، لكن شو يي نال منهم مرة أخرى. عند وصولهم إلى معسكر غونغسون زان، استولوا على المركز ولاذ بقية أفراد الجيش بالفرار.
                                                                             - سانغو زي
كان التدريب الذي تلقته النخبة المتميزة أكبر بكثير من حيث المدى مقارنة بالجنود العاديين. على سبيل المثال، بدأ ابن تساو تساو، المدعو تساو باي، تدريبه العسكري في مرحلة الطفولة المبكرة. بدأ بالرماية في سن الخامسة، ثم تعلم كيفية ركوب الخيل في سن السادسة، وكان بإمكانه إطلاق النار على هدف على بعد مئة خطوة عندما بلغ الثامنة من عمره. تم التدريب على الرماية من على ظهر الخيل في شو هان، التي أرسلت «جيشًا طائرًا» من الرماة.